# Fontrabiouse
Fontrabiouse je francouzská obec v departementu Pyrénées-Orientales v regionu Languedoc-Roussillon.

## Geografie

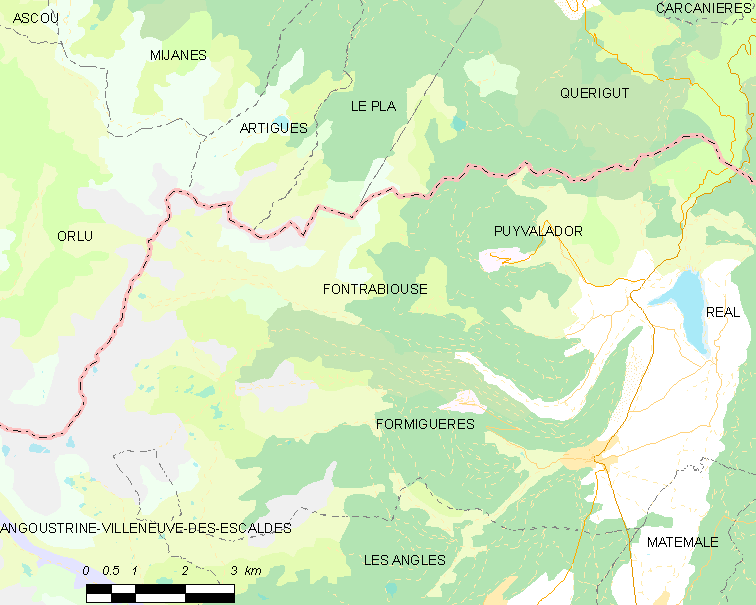

## Vývoj počtu obyvatel
Počet obyvatel

## Pamětihodnosti
- Jeskyně objevená roku 1958 v mramorovém dolu. Kámen z tohoto dolu byl použit mj. na schodiště Palais de Chaillot v Paříži. Pro veřejnost byla otevřena roku 1983.
- Kostel svatého Šebestiána, původně románský, přestavěný v 18. století.